# Тибор Халилович
Тибор Халилович (хорв. Tibor Halilović, нар. 18 березня 1995, Загреб) — хорватський футболіст, півзахисник клубу «Динамо» (Загреб).

## Ігрова кар'єра
Народився 18 березня 1995 року в місті Загреб. Вихованець футбольної школи клубу «Динамо» (Загреб). З 2014 року став виступати за резервну команду, в якій провів два сезони, взявши участь у 46 матчах чемпіонату, втім за першу команду так жодної гри і не провів.
8 липня 2016 року Тибор став гравцем «Локомотиви» і у сезоні 2016/17 зіграв 18 матчів у вищому дивізіоні країни.
23 червня 2017 року Халилович перейшов до польської «Вісли» (Краків), підписавши з нею дворічний контракт. Дебютував у Екстракласі 29 липня 2017 року в матчі проти «Гурника» (Забже), вийшовши на 84-й хвилині замість Франа Велеса, але його команда програла 2:3. 16 квітня 2018 року він забив свій перший і єдиний гол у польській лізі. Це відбулося в матчі проти «Вісли» (Плоцьк), який завершився внічию 2:2. Загалом відіграв за команду з Кракова півтора сезони своєї ігрової кар'єри.
28 січня 2019 року Халилович повернувся на батьківщину і підписав контракт на 2,5 роки з «Рієкою». У новій команді швидко став основним гравцем і допоміг команді двічі поспіль у 2019 та 2020 роках виграти Кубок Хорватії. Станом на 17 вересня 2020 року відіграв за команду з Рієки 48 матчів в національному чемпіонаті.

## Статистика виступів

### Статистика клубних виступів
| Сезон                      | Команда                    | Чемпіонат                  | Чемпіонат | Чемпіонат | Національний кубок | Національний кубок | Національний кубок | Континентальні кубки | Континентальні кубки | Континентальні кубки | Інші змагання | Інші змагання | Інші змагання | Усього | Усього |
| Сезон                      | Команда                    | Ліга                       | Ігор      | Голів     | Ліга               | Ігор               | Голів              | Ліга                 | Ігор                 | Голів                | Ліга          | Ігор          | Голів         | Ігор   | Голів  |
| -------------------------- | -------------------------- | -------------------------- | --------- | --------- | ------------------ | ------------------ | ------------------ | -------------------- | -------------------- | -------------------- | ------------- | ------------- | ------------- | ------ | ------ |
| 2016–17                    | «Локомотива»               | 1Л                         | 18        | 0         | КХ                 | 3                  | 0                  | ЛЄ                   | 0                    | 0                    | -             | -             | -             | 21     | 0      |
| 2017–18                    | «Вісла» (Краків)           | EK                         | 25        | 1         | КП                 | 2                  | 0                  | -                    | -                    | -                    | -             | -             | -             | 27     | 1      |
| 2018–19                    | «Вісла» (Краків)           | EK                         | 8         | 0         | КП                 | 0                  | 0                  | -                    | -                    | -                    | -             | -             | -             | 8      | 0      |
| Усього за «Віслу» (Краків) | Усього за «Віслу» (Краків) | Усього за «Віслу» (Краків) | 33        | 1         |                    | 2                  | 0                  |                      | -                    | -                    |               | -             | -             | 35     | 1      |
| Усього за кар'єру          | Усього за кар'єру          | Усього за кар'єру          | 51        | 1         |                    | 5                  | 0                  |                      | 0                    | 0                    |               | -             | -             | 56     | 1      |

## Титули і досягнення
- Володар Кубка Хорватії (2):

«Рієка»: 2018–19, 2019–20

## Особисте життя
Він є двоюрідним братом футболіста збірної Хорватії Алена Халіловича.